# Castillo de Absalón
El castillo de Absalón, (en danés: Absalons borg) fue una fortificación en la isla de Slotsholmen en Copenhague, ubicada en el sitio del posterior Castillo de Copenhague y el Palacio de Christiansborg. Según el cronista Saxo Grammaticus, el castillo fue fundado por el obispo Absalon en 1167 para proteger la emergente ciudad de Copenhague. El castillo sobrevivió durante 200 años antes de que fuera destruido en 1369 por la Liga Hanseática, que primero lo ocupó y saqueó, y luego lo demolió por completo.
El castillo estaba formado por un muro cortina, rodeando un patio cerrado con varios edificios como la residencia del obispo, una capilla y varios edificios menores. Las ruinas del Castillo de Absalon se pueden ver hoy en día en las excavaciones subterráneas bajo el Palacio de Christiansborg.

## Historia
Según el cronista Saxo Grammaticus, el Castillo de Absalón, a veces también conocido como "Castillo del Obispo Absalón" (danés: Biskop Absalons borg) o "Castillo de Absalón junto al puerto" (danés: Absalons borg ved havn), fue fundado en 1167 por el obispo Absalón de Roskilde, quien en 1157 había recibido la ciudad de Copenhague y sus alrededores como un regalo del rey Valdemar I de Dinamarca.
A la muerte de Absalón en 1201, la posesión del castillo y la ciudad pasó a la diócesis de Roskilde. Unas décadas más tarde, sin embargo, estalló una amarga disputa entre la corona y la iglesia, y durante casi dos siglos el derecho a la posesión del castillo y la ciudad fue fuertemente disputado.
En 1368 el castillo y la ciudad fueron conquistados por una coalición de enemigos del rey Valdemar IV de Dinamarca,sobre todo la Liga Hanseática, Alberto, rey de Suecia, el duque de Mecklemburgo y los condes de Holstein. Al año siguiente, el castillo fue derribado al suelo como resultado del tratado de paz.
Después de la destrucción del castillo, los restos fueron cubiertos por una mota, sobre la cual se construyeron el Castillo de Copenhague y más tarde el Palacio de Christiansborg. Los restos del castillo fueron descubiertos y excavados en 1907 y 1917 durante la construcción del actual Palacio de Christiansborg.